# الگوی چشمی

الگوی چشمی نگاره‌ای که نمونه ای از دو سطح توان را در طرح‌وار مدولاسیون OOK نشان می‌دهد. سطوح ثابت باینری ۱ و ۰ و همچنین گذارها از ۰ به ۱، ۱ به ۰، ۰ به ۱ به ۰ و ۱ به ۰ به ۱ نشان داده شده‌است.

در مخابرات، الگوی چشمی (به انگلیسی: eye pattern) که به عنوان نمودار چشمی (به انگلیسی: eye diagram) نیز شناخته می‌شود، یک نمایشگر اسیلوسکوپی است که در آن یک سیگنال دیجیتال از گیرنده به‌طور مکرر نمونه‌برداری می‌شود و به ورودی عمودی اعمال می‌شود، در حالی که نرخ داده برای تریگر (به انگلیسی: trigger) حرکت افقی استفاده می‌شود. به این دلیل نامیده می‌شود که برای چندین نوع کدگذاری، این الگو مانند یک سری چشم بین یک جفت خط به نظر می‌رسد. این ابزاری برای ارزیابی اثرات ترکیبی نویز کانال، پَراکُنش و تداخل بین‌نمادی بر عملکرد یک سامانه انتقال-پالس باندپایه است. این فن اولین بار با سامانه انتقال گفتار امن سیگسالی ج.ج. د مورد استفاده قرار گرفت.
از منظر ریاضی، الگوی چشمی تجسم تابع چگالی احتمال (PDF) سیگنال، هم‌نهشتی بازه یکه (UI) است. به عبارت دیگر، احتمال قرار گرفتن سیگنال در هر افت ولتاژ ممکن این طول‌مدت یوآی را نشان می‌دهد. معمولاً یک شیب رنگی به پی‌دی‌اف اعمال می‌شود تا تفاوت‌های روشنایی کوچک را آسان‌تر به تصویر بکشد.

چندین اندازه‌گیری کارایی سامانه را می‌توان با تحلیل نمایشگر به دست آورد. اگر سیگنال‌ها خیلی طولانی، خیلی کوتاه، همگام‌سازی ضعیف با ساعت سیستم، خیلی زیاد، خیلی کم، خیلی پُرنویز، یا خیلی کُند برای تغییر باشند، یا بیش از حد فروجهشی یا فراجهشی باشند، این را می‌توان از نمودار چشمی مشاهده کرد. الگوی چشمی باز با کمینه اعوجاج سیگنال مطابقت دارد. اعوجاج شکل موج سیگنال به‌دلیل تداخل بین‌نمادی و نویز به‌صورت بَستار (به انگلیسی: closure) الگوی چشمی ظاهر می‌شود.

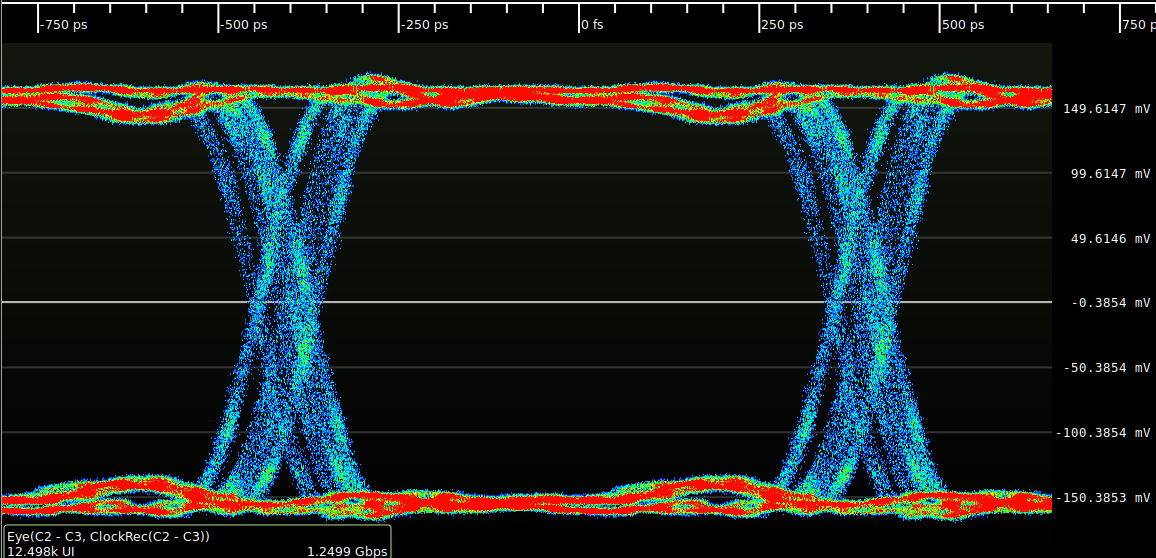
الگوی چشمی دوازده هزار یوآی یک سیگنال ۱٫۲۵ گیگابیت بر ثانیه
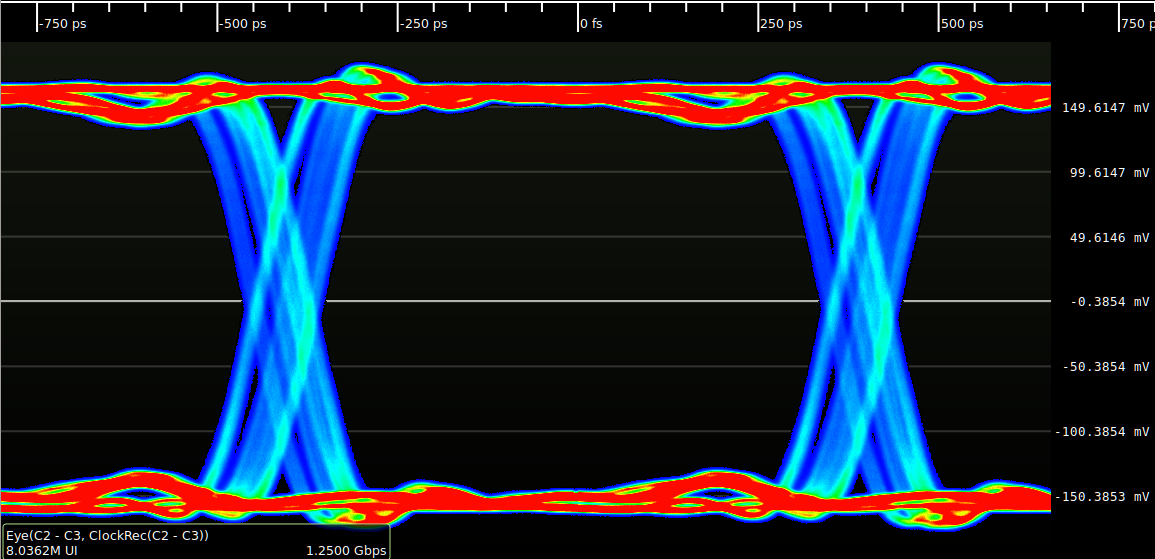
الگوی چشمی هشت میلیون یوآی سیگنال ۱٫۲۵ گیگابیت بر ثانیه

## یادداشت
1. ↑  Christopher M. Miller "High-Speed Digital Transmitter Characterization Using Eye Diagram Analysis". 1266 Hewlett-Packard Journal 45(1994) Aug., No,4 بایگانی‌شده  در ۲۰۲۱-۰۱-۲۶ توسط Wayback Machine, pp. 29-37.
2. ↑   این مقاله حاوی محتوای تحت مالکیت عمومی از سند «Federal Standard 1037C». General Services Administration است. (in support of MIL-STD-188)
3. ↑  John G Proakis, Digital Communications 3rd ed, 2001